# Jean-Baptiste Maunier
Jean-Baptiste Maunier, född 22 december 1990 i Brignoles, Var, är en fransk skådespelare och sångare. Maunier har varit med i TV-filmer som Hellphone och Gosskören (Les Choristes). Han har även medverkat i musikgrupper, och arbetat med välgörenhet för att finansiera organisationen Les Restos du Cœur.

## Biografi
Maunier föddes i Brignoles den 22 december 1990 som son till Thierry och Muriel Maunier, och bor för närvarande i Sainte Foy les Lyon, en av Lyons förorter. Han har en yngre bror Benjamin som är född 1995. Maunier studerade, efter att ha fått sin baccalauréat på lycée, vid Lee Strasberg Theatre and Film Institute i USA i ett år. När han var tillbaka började han sjunga i kören Petits Chanteurs de Saint-Marc. Filmen Les Choristes (Gosskören) regissör Christophe Barratier upptäckte Maunier under en rollfördelning, och filmen släpptes på bio den 17 mars 2004 med honom som huvudrollsinnehavare samt medverkande i dess soundtrack, och sågs av 8,6 miljoner personer i Frankrike. Samma år sjöng han låten Concerto pour deux voix (konsert för två röster) med Clémence Saint Preux (originallåtens titel är Concerto pour une voix, skriven av Clémences far Saint Preux). Efter filmen började kören resa världen runt och uppträda, men Maunier lämnade kören 2005 för att studera.
2005 spelade Maunier i TV-serien Le Cri, regisserad av Hervé Baslé, som gick på France 2. Maunier spelar en ung man Robert i ett stålverk, och medverkar i den första episoden samt kort i den tredje. Efter Le Cri var Maunier medverkande i filmen Le Grand Meaulnes tillsammans med Nicolas Duvauchelle och Clemence Poesy. I filmen, som är baserad på en bok av Alain-Fournier, spelar Maunier en person som heter François Seurel.
Förutom skådespeleri och sång har Maunier dubbat tecknade filmer, såsom Piccolo, Saxo et Compagnie som kom ut 2006. Sommaren samma år spelade Maunier i komedifilmen Hellphone, där han spelar en av huvudpersonerna, Sid Soupir, som av misstag råkar köpa en mobil med oanade krafter. I oktober 2006 var Jean-Baptiste med i filmen L'Auberge rouge i rollen Octave. Den släpptes 5 december 2007. 2008 medverkade han i kortfilmen La Lettre som handlar om Guy Môquet, och där han spelar huvudrollen.
Han har arbetat med välgörenhet som i projektet "Les etoiles de l'Espoir", och musikgruppen Les Enfoirés, som är organiserade för att hjälpa till att finansiera Les Restos du Cœur. Några låtar som han är med och sjunger är Qui a le droit, Evidemment, La tribu da Dana, Mourir Demain och Tout le monde y pense.

## Filmografi
- Louis la Chance (2010)
- L'auberge rouge (2007)
- Hellphone (2007)
- Le grand Meaulnes (2006)
- Piccolo, Saxo et compagnie (2006
- Le cri (2006)
- Gosskören (2004)[3]